# Конофитум двухлопастный
Конофитум двухлопастный или Конофитум двулопастный (лат. Conophytum bilobum) — вид суккулентных растений рода Конофитум (Conophytum) семейства Аизовые (Aizoaceae), естественно произрастающий на территории Капской провинции Южно-Африканской Республики.

## Название
Родовое латинское (научное) название Conophytum происходит от греческих слов konos, — «конус», и phyton, — «растение». Название связано с конусовидной формой многих представителей этого рода, которая образуется благодаря слиянию пары листьев.
Видовой латинский эпитет bilobum, переводится как «с двумя лопастями».

## Описание

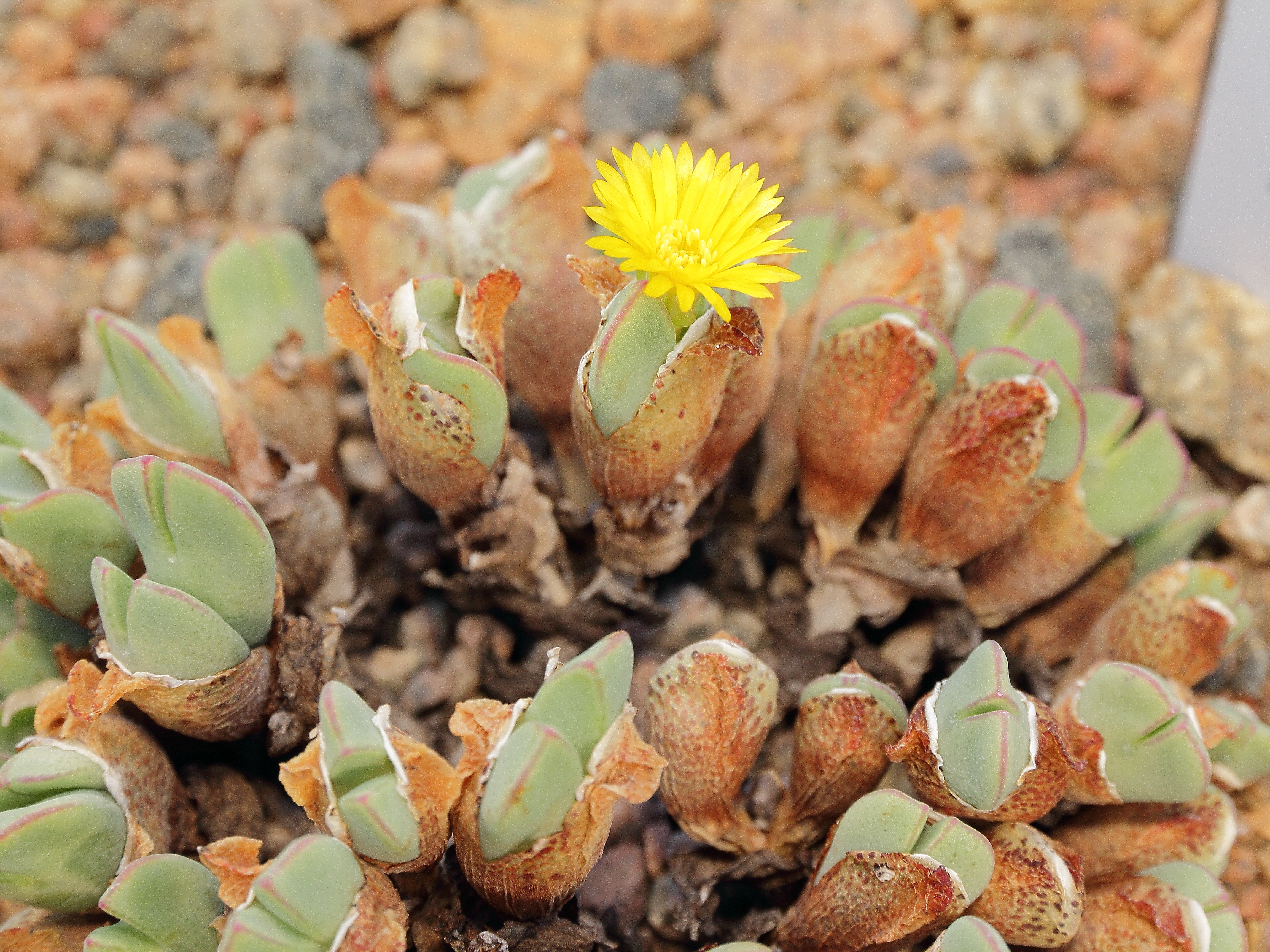
Цветок

Конофитум двухлопастный – мощное почвопокровное растение, которое не имеет стебля или имеет его в укороченной форме. Этот вид является одним из наиболее распространенных и морфологически изменчивых в роду конофитум. Ранее многие его морфологические и географические варианты рассматривались как отдельные виды, но в настоящее время все они признаются частью обширного вида, где различные формы связаны с другими популяциями растений, имеющими промежуточные характеристики.
Листья парные: толщина – 3 см, высота – 7 см. Кончики листьев (доли) имеют треугольную форму и килеватую структуру, длиной 10 мм. Эпидермис листьев может варьировать от голого до бархатистого или довольно шероховатого и иметь цвет от беловато-зеленого до сизоватого, а иногда даже до темно-сине-зеленого или коричневато-розового.
Цветки не имеют запаха и достигают до 3 см в диаметре, что делает их самыми крупными среди видов этого рода. Цветение происходит осенью, хотя иногда оно может наблюдаться летом, цветки раскрываются днем.

## Таксономия

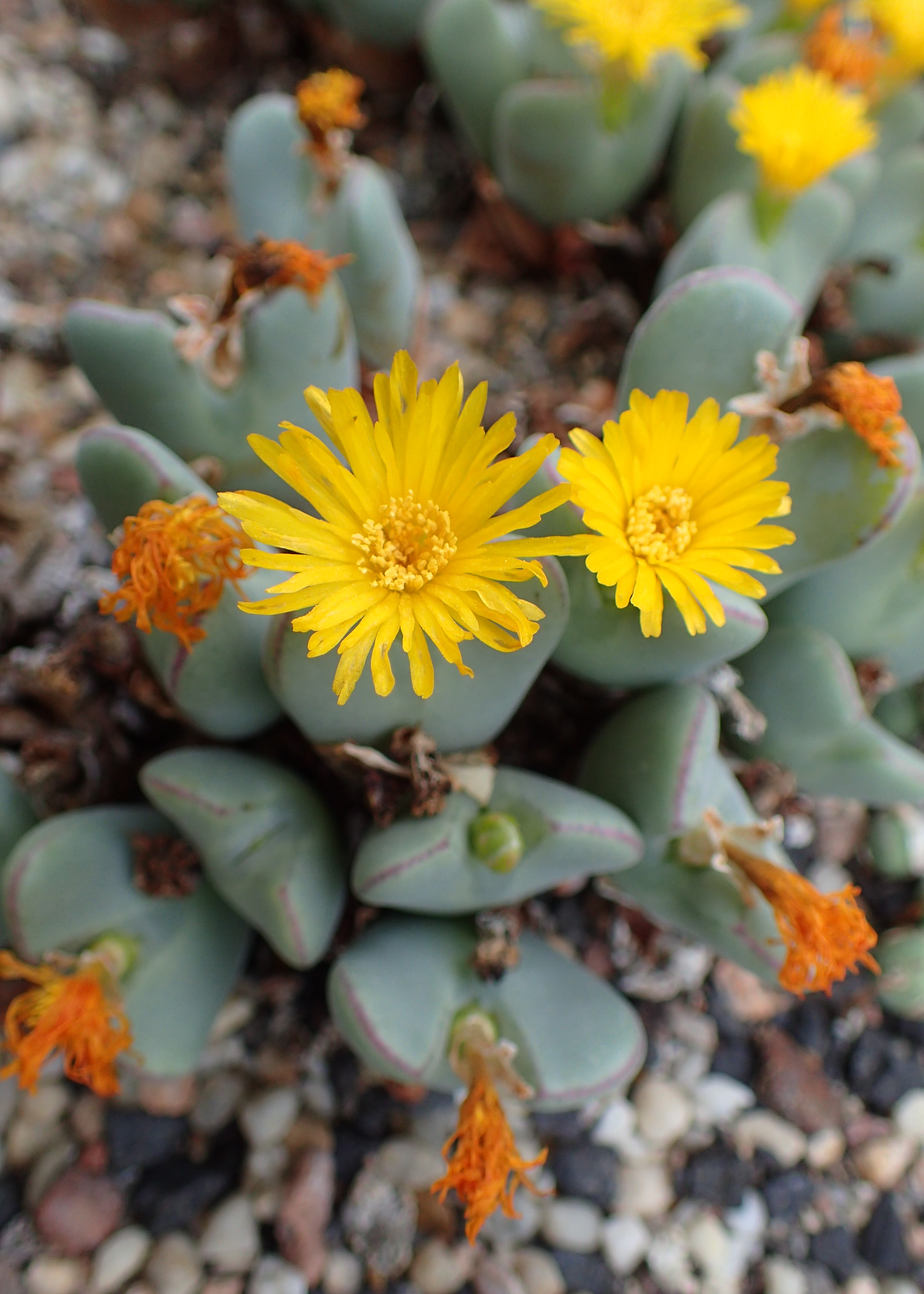
Conophytum bilobum subsp. altum

Conophytum bilobum (Marloth) N.E.Br., первое упоминание в Gard. Chron., ser. 3, 72: 83. (1922).

### Синонимы
- Mesembryanthemum bilobum Marloth
- Derenbergia biloba (Marloth) Schwantes

### Подвиды
Согласно данным сайта WFO Plantlist на июнь 2023 года, вид состоит из 4 подвидов:
- Conophytum bilobum subsp. altum (L.Bolus) S.A.Hammer
- Conophytum bilobum subsp. bilobum
- Conophytum bilobum subsp. claviferens S.A.Hammer
- Conophytum bilobum subsp. gracilistylum (L.Bolus) S.A.Hammer